# A pega do porco
A pega do porco ou Porco ensebado é uma escultura localizada no Parque do Ibirapuera, em São Paulo. Foi criada por Ricardo Cipicchia e inaugurada em 1950, inicialmente no Largo da Pólvora. Foi transferida para a localização atual em 1970.
Retrata uma brincadeira infantil típica de São Paulo na primeira do século XX. Faz parte de uma série de obras realizada pelo escultor e espalhada na cidade de São Paulo.

## Galeria

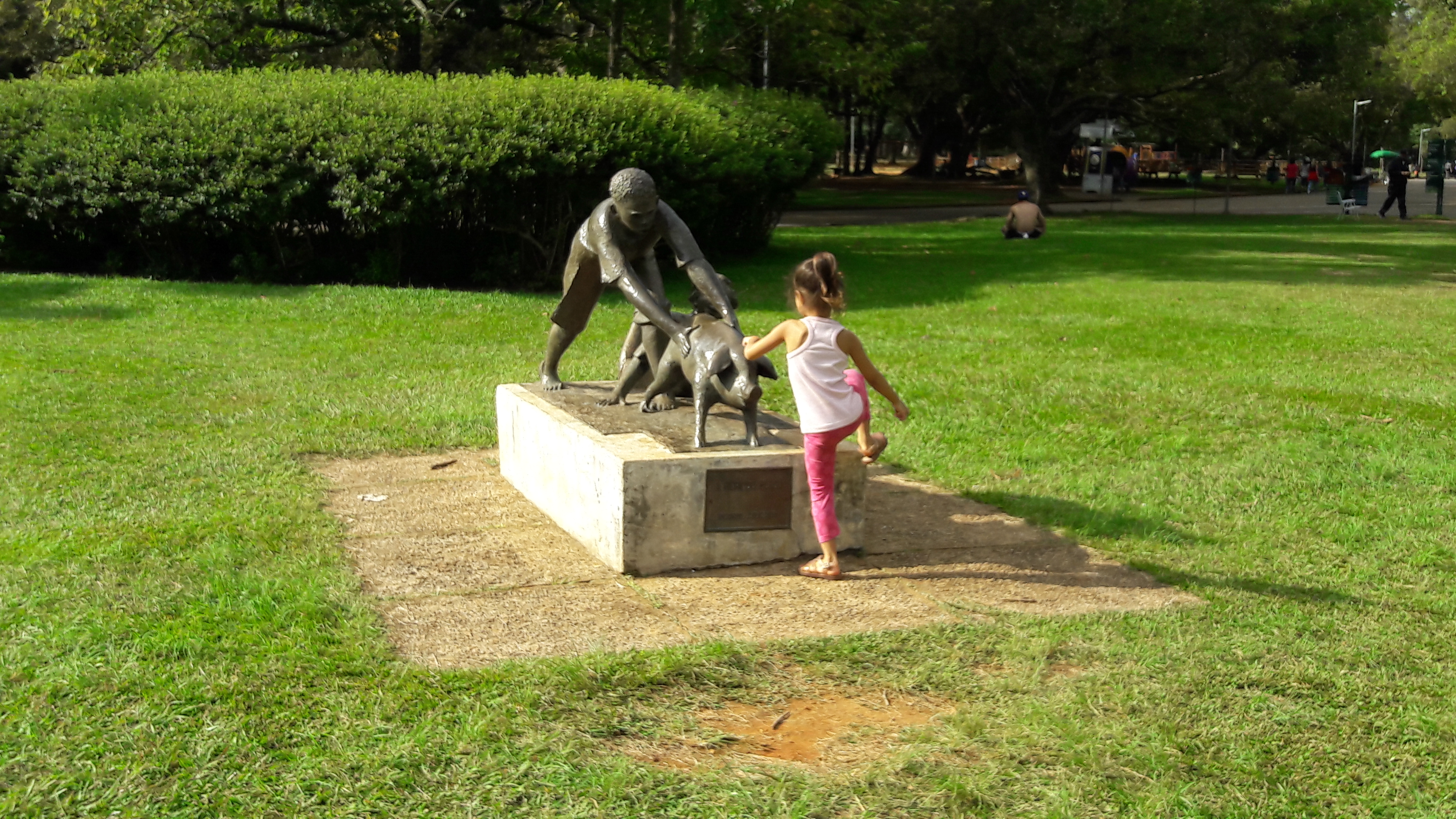
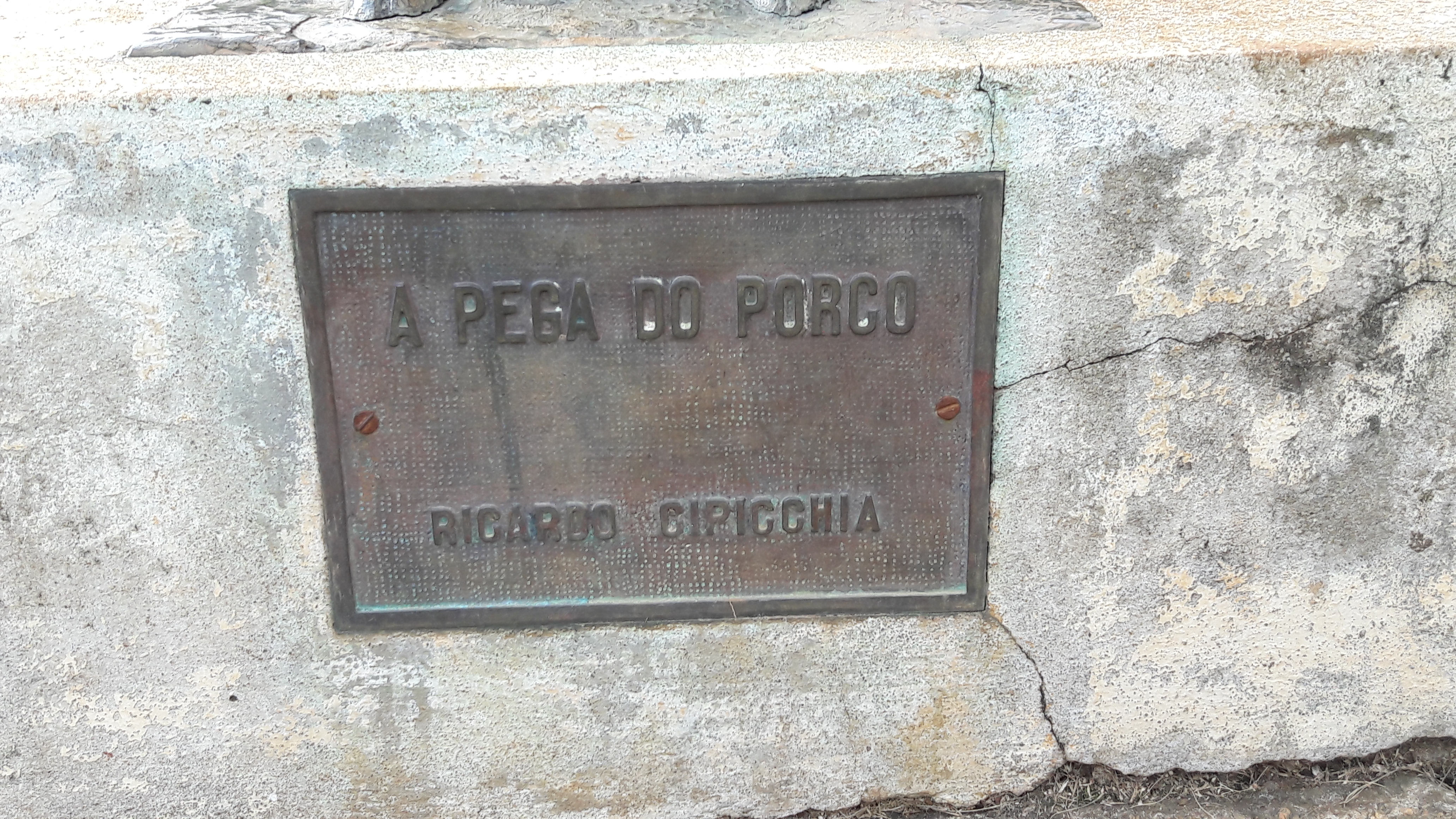
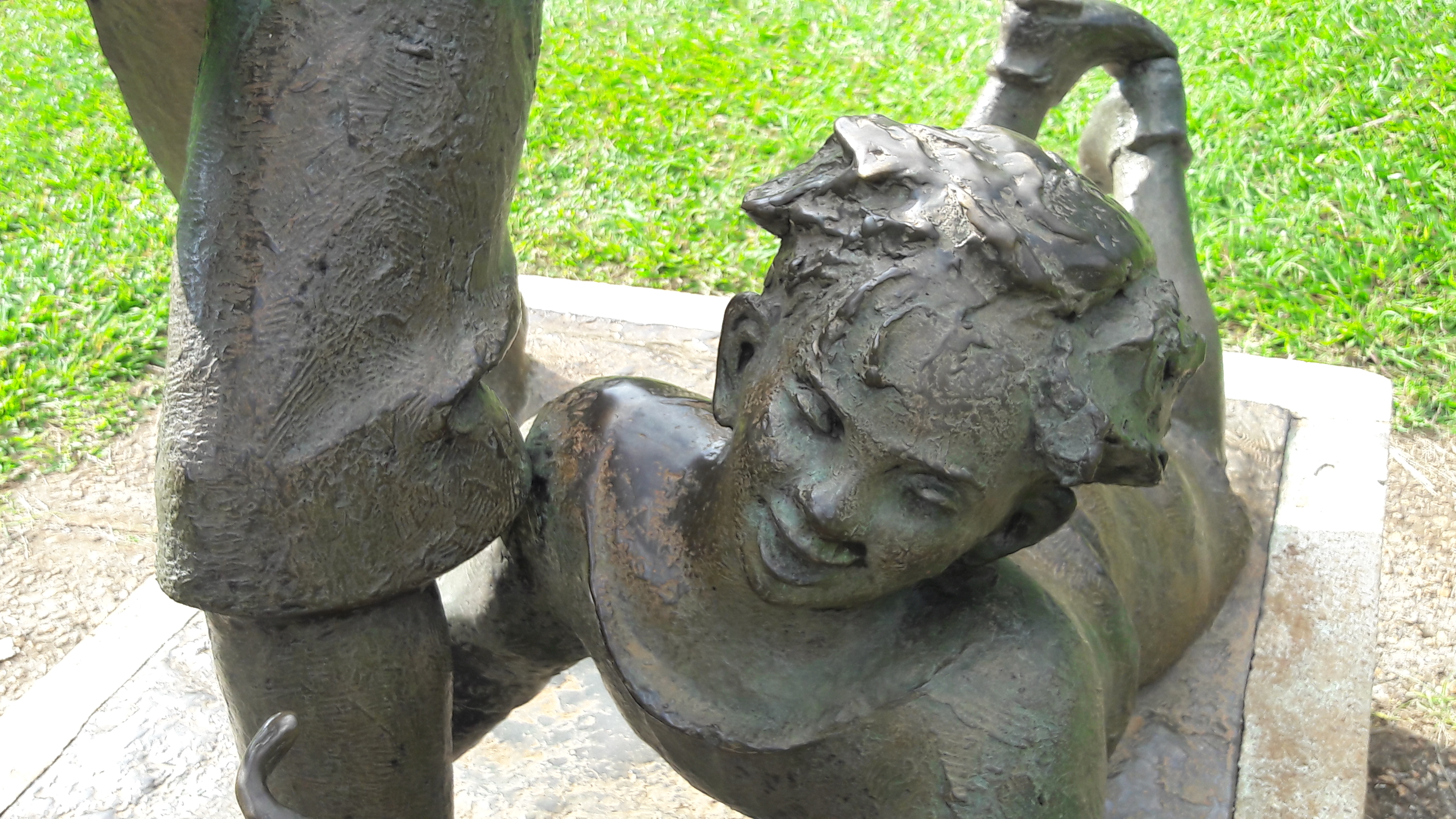
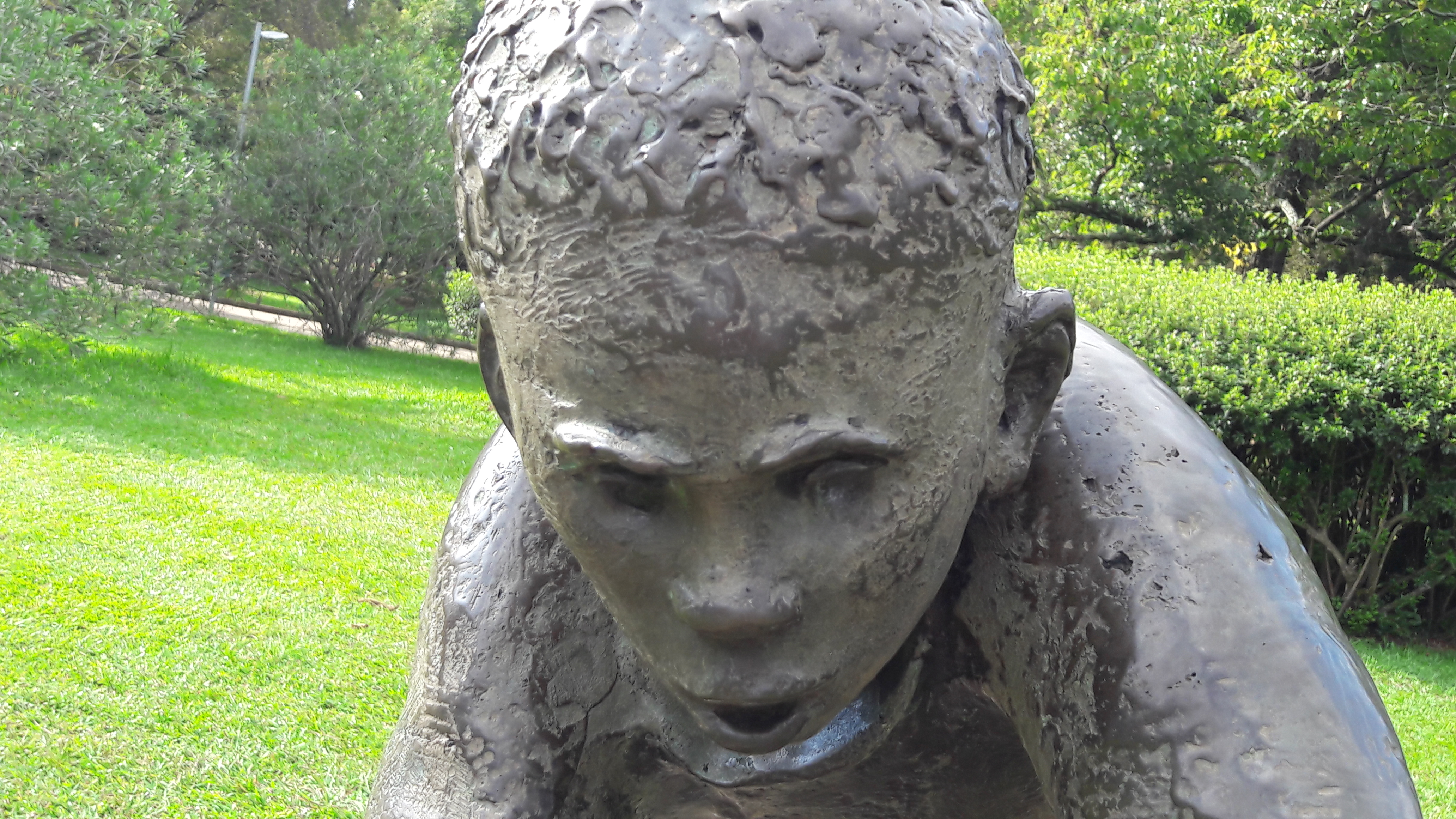
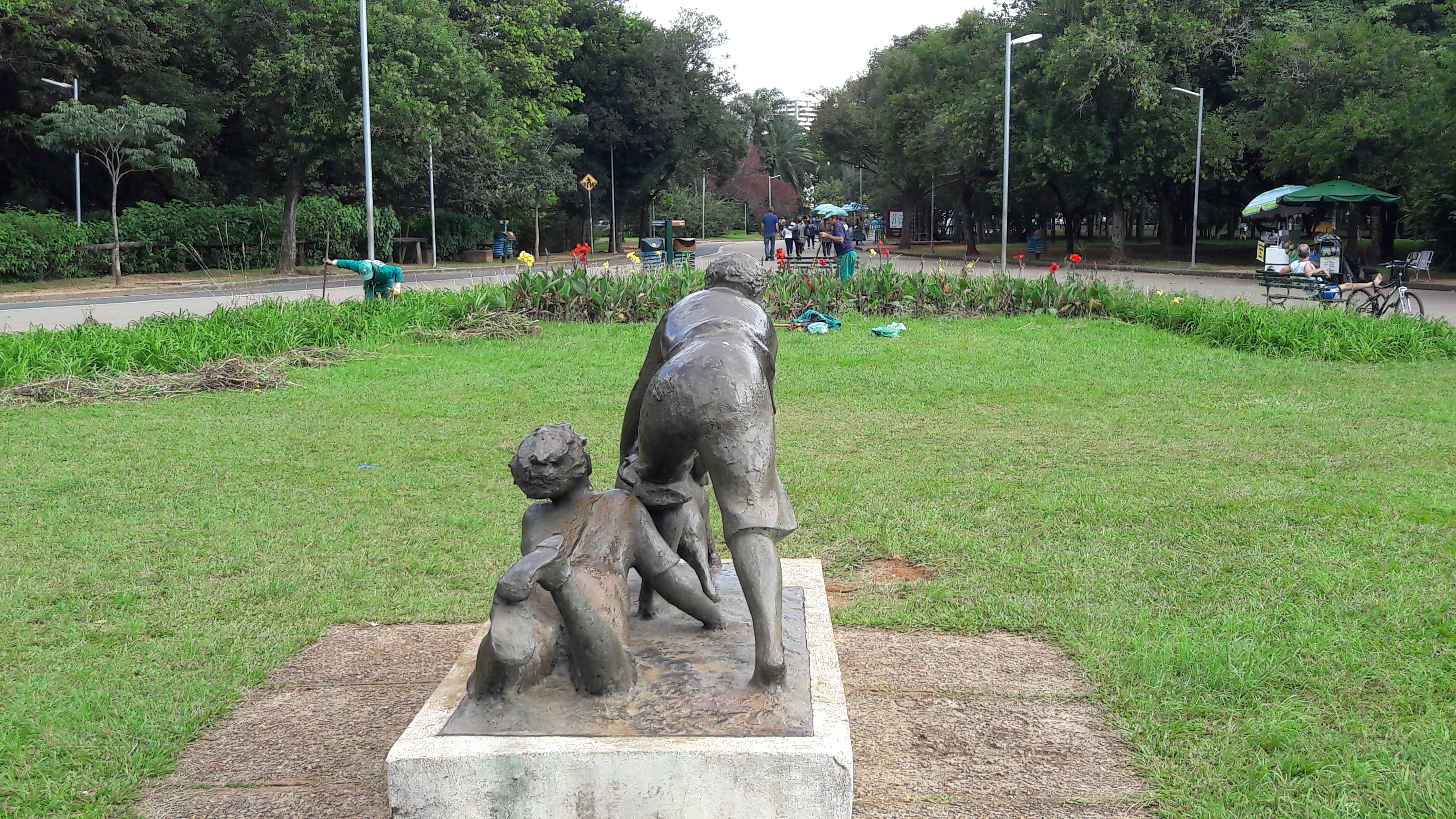